# Anacanthotermes ochraceus
Anacanthotermes ochraceus es una especie de termita cosechadora del género Anacanthotermes, de la familia Hodotermitidae, orden Blattodea. Fue descrita por Burmeister en 1839.
Se distribuye por Sudán, Yemen del Sur, Argelia, Egipto, Israel, Kuwait, Libia, Marruecos, Omán, Catar, Arabia Saudita, Túnez y Sahara Occidental. Fue publicada en Burmeister, H.C.C. (1839) 2Handbuch der Entomologie. Theod. Chr. Friedr. Enslin., Berlin. 757-1050.